# بائو نین
هوانگ او فونگ که با نام مستعار بائو نین (Bảo Ninh) (زاده ۱۸ اکتبر ۱۹۵۲) نیز شناخته می‌شود، رمان‌نویس، مقاله‌نویس و نویسنده داستان کوتاه ویتنامی است که بیشتر به خاطر اولین رمانش که به زبان انگلیسی با نام اندوه جنگ منتشر شد، شناخته می‌شود.